# Xavien Howard
Xavien Howard (geboren am 4. Juli 1993 in Houston, Texas) ist ein US-amerikanischer American-Football-Spieler auf der Position des Cornerbacks. Er spielte College Football für die Baylor University und stand acht Jahre lang bei den Miami Dolphins in der National Football League (NFL) unter Vertrag. Seit 2025 spielt Howard für die Indianapolis Colts.

## College
Howard wuchs im Fifth Ward, einem Problemviertel von Houston, Texas, auf. Er besuchte die Wheatley High School, wo er sich mit William Jackson III, der ebenfalls 2016 als Cornerback in die NFL kam, anfreundete. Howard spielte die ersten drei Jahre an der Highschool als Quarterback und Wide Receiver, erst in seinem letzten Jahr spielte er als Cornerback.
Von 2013 bis 2015 spielte Howard Football am College. Er besuchte die Baylor University und spielte dort für die Baylor Bears in der NCAA Division I FBS.
Insgesamt kam er in den drei Jahren auf 98 Tackles, 23 verteidigte Pässe, zehn Interceptions, einen erzwungenen Fumble und einen Touchdown.

## NFL
Howard wurde im NFL Draft 2016 in der 2. Runde an insgesamt 38. Stelle von den Miami Dolphins ausgewählt. Er wurde als sechster Cornerback im Draft ausgewählt. Im Play-off-Spiel gegen die Pittsburgh Steelers in der Postseason 2016 fing Howard seine erste Interception in der NFL. In die Saison 2017 ging Howard als Starter. Gegen die Denver Broncos gelang ihm sein erster Defensivtouchdown.
Am 18. Dezember 2018 wurde Howard erstmals für den Pro Bowl nominiert. Obwohl er die letzten vier Partien der Saison wegen eines Meniskusrisses verpasste, verzeichnete Howard mit sieben Interceptions die meisten Interceptions der Saison (zusammen mit Kyle Fuller und Damontae Kazee). Vor der Saison 2019 unterschrieb Howard eine Vertragsverlängerung um fünf Jahre für 76,5 Millionen Dollar, davon 46 Millionen garantiert. Damit wurde Howard zum bestbezahlten Cornerback der Liga.
Am dritten Spieltag der Saison 2019 wurde Howard wegen eines Facemask-Fouls des Platzes verwiesen.
In Woche 8 kam er nach einer zweiwöchigen Pause wegen einer Knieverletzung zurück und fing gegen die Pittsburgh Steelers eine Interception von Mason Rudolph, bevor er sich erneut am Knie verletzte und das Feld in der zweiten Hälfte verlassen musste. Nach der Partie wurde er auf die Injured Reserve List gesetzt, womit die Saison für ihn beendet war.
In der Saison 2020 startete Howard überzeugend, als er vom dritten Spieltag bis zum sechsten Spieltag jeweils eine Interception verbuchte. Am 14. Spieltag fing Howard einen Pass von Patrick Mahomes mit einem einhändigen Catch ab und konnte damit seine neunte Interception der Saison sichern. Auch in den vier Spielen zuvor war ihm jeweils eine Interception gelungen. Am letzten Spieltag gelang ihm seine zehnte Interception, womit ihm als erstem Spieler seit Antonio Cromartie 2007 eine zweistellige Anzahl an Interceptions gelang. Zudem egalisierte er den Franchise-Rekord der Dolphins von Dick Westmoreland aus dem Jahr 1967. Howard wurde in den Pro Bowl sowie in das All-Pro-Team gewählt.
Vor der Saison 2021 forderte Howard von den Dolphins einen Trade zu einem anderen Team, da er mit seinem Vertrag unzufrieden war, einigte sich aber letztlich mit der Franchise auf eine Umstrukturierung seines Vertrages. Er wurde zum dritten Mal in den Pro Bowl gewählt, verteidigte 16 Pässe, fing fünf Interceptions und erzielte zwei defensive Touchdowns.
Im April 2022 einigte Howard sich mit den Dolphins auf einen neuen Fünfjahresvertrag im Wert von 90 Millionen US-Dollar. In der Saison 2022 laborierte er an Leistenverletzung und verzeichnete nur eine Interception, dennoch wurde er ein weiteres Mal in den Pro Bowl gewählt. In seinen letzten beiden Jahren in Miami war Howard einer der Teamkapitäne. In 100 Spielen für die Dolphins wehrte Howard 95 Pässe ab und fing 29 Interceptions. Am 13. März 2024 wurde er nach acht Spielzeiten in Florida entlassen.
Nachdem der in der Saison 2024 nicht gespielt hatte, nahmen die Indianapolis Colts Howard im August 2025 unter Vertrag.

### NFL-Statistiken
| Saison                             | Saison | Spiele | Spiele      | Tackles | Tackles | Tackles | Tackles | Interceptions | Interceptions | Interceptions | Interceptions | Interceptions | Fumbles | Fumbles | Fumbles |
| Jahr                               | Team   | Spiele | als Starter | Gesamt  | Solo    | Ast     | Sacks   | PD            | INT           | Yds           | Lng           | TD            | FF      | FR      | TD      |
| ---------------------------------- | ------ | ------ | ----------- | ------- | ------- | ------- | ------- | ------------- | ------------- | ------------- | ------------- | ------------- | ------- | ------- | ------- |
| 2016                               | MIA    | 7      | 6           | 40      | 29      | 11      | 0,0     | 6             | 0             | 0             | 0             | 0             | 1       | 0       | 0       |
| 2017                               | MIA    | 16     | 16          | 48      | 42      | 6       | 1,0     | 13            | 4             | 71            | 30            | 1             | 0       | 0       | 0       |
| 2018                               | MIA    | 12     | 12          | 35      | 25      | 10      | 0,0     | 12            | 7             | 52            | 39            | 0             | 0       | 1       | 0       |
| 2019                               | MIA    | 5      | 5           | 17      | 12      | 5       | 0,0     | 4             | 1             | 0             | 0             | 0             | 0       | 0       | 0       |
| 2020                               | MIA    | 16     | 16          | 51      | 40      | 11      | 0,0     | 20            | 10            | 77            | 29            | 0             | 1       | 0       | 0       |
| 2021                               | MIA    | 16     | 16          | 50      | 39      | 11      | 1,0     | 16            | 5             | 54            | 37            | 1             | 2       | 2       | 1       |
| 2022                               | MIA    | 15     | 15          | 45      | 35      | 10      | 0,0     | 12            | 1             | 0             | 0             | 0             | 0       | 2       | 1       |
| 2023                               | MIA    | 13     | 13          | 45      | 36      | 9       | 0,0     | 12            | 1             | 0             | 0             | 0             | 0       | 0       | 0       |
| Gesamt                             | Gesamt | 100    | 99          | 331     | 258     | 73      | 2,0     | 95            | 29            | 254           | 39            | 2             | 4       | 5       | 2       |
| Quelle: pro-football-reference.com |        |        |             |         |         |         |         |               |               |               |               |               |         |         |         |